# Korthalsella emersa
Korthalsella emersa är en sandelträdsväxtart som beskrevs av B.A. Barlow. Korthalsella emersa ingår i släktet Korthalsella och familjen sandelträdsväxter. Inga underarter finns listade i Catalogue of Life.